# Карабатич, Люка
Люка Карабатич (сербохорв. Luka Karabatić; род. 19 апреля 1988, Страсбург) — французский гандболист сербско-хорватского происхождения, выступает за французский клуб ПСЖ и сборную Франции. Младший брат Николы Карабатича.

## Биография
Люка Карабатич родился в Страсбурге в семье хорватского гандболиста Бранко Карабатича и сербки Радмилы. Люка Карабатич занимался теннисом, в 1998 году выиграл чемпионат Франции среди 10-летних. Когда Люке Карабатич было 19, он стал тренироваться в молодёжной команде Монпелье. В 2008 году Люка Карабатич дебютировал в профессиональном клубе Монпелье. В Монпелье Люка Карабатич 5 раза выиграл чемпионат Франции, 4 раза выиграл кубок Франции, 3 раза выиграл кубок Французской лиги. В 2011 году состоялся дебют Люка Карабатича в сборной Франции.

2 октября 2012 года Люка Карабатич перешёл в Пэй д’Экс за 4500 евро. Пэй д’Экс по итогам сезона 2011/2012 вышел в первый дивизион. Люка Карабатич в первом сезоне играл вместе со своим братом, в итоге команда заняла 9-е место в чемпионате Франции. После сезона 2012/13 Никола Карабатич заключил контракт с испанским клубом Барселона.
В 2015 году Люка Карабатич стал выступать за ПСЖ, играя в команде вместе с братом. По итогам сезона 2015/16 Пари Сен-Жермен выиграл чемпионат Франции.
Люка Карабатич выступал на чемпионате Мира 2015, где помог Франции выиграть турнир, а также выступал на чемпионате Европы 2014, где Франция также выиграла турнир.

## Титулы
- Победитель чемпионата Европы: 2014
- Победитель чемпионата Мира: 2015, 2017
- Победитель чемпионата Франции: 2008, 2009, 2010, 2011, 2012, 2016, 2017, 2018
- Обладатель кубка Франции: 2008, 2009, 2010, 2012
- Обладатель кубка Французской лиги: 2010, 2011, 2012
- Серебряный призёр летних Олимпийских игр: 2016

## Статистика
Статистика Люка Карабатича сезона 2017/18 указана 1.6.2018
| Сезон        | Клуб            | Лига           | Матчи | Голы | 7-метр | Голы |
| ------------ | --------------- | -------------- | ----- | ---- | ------ | ---- |
| 2007/08      | Монпелье        | LNH Division 1 | 5     | 2    | 0      | 2    |
| 2008/09      | Монпелье        | LNH Division 1 | 8     | 7    | 0      | 7    |
| 2009/10      | Монпелье        | LNH Division 1 | 20    | 24   | 0      | 24   |
| 2010/11      | Монпелье        | LNH Division 1 | 24    | 30   | 0      | 30   |
| 2011/12      | Монпелье        | LNH Division 1 | 16    | 10   | 0      | 10   |
| 2012/13      | Монпелье        | LNH Division 1 | 14    | 36   | 0      | 36   |
| 2013/14      | Пэй д’Экс       | LNH Division 1 | 25    | 81   | 0      | 81   |
| 2014/15      | Пэй д’Экс       | LNH Division 1 | 25    | 94   | 0      | 94   |
| 2015/16      | Пари Сен-Жермен | LNH Division 1 | 24    | 53   | 0      | 53   |
| 2016/17      | Пари Сен-Жермен | LNH Division 1 | 21    | 70   | 0      | 70   |
| 2017/18      | Пари Сен-Жермен | LNH Division 1 | 17    | 34   | 0      | 34   |
| 2007-по н.в. | Итого           | LNH Division 1 | 199   | 441  | 0      | 441  |